# Ahajska zveza
Ahajska zveza je bila v 3. in 2. stoletju pr. n. št. politično-vojaška zveza grških mestnih državic (polisov) na severnem delu Peloponeškega polotoka.
Glavni namen povezave je bil boj za grško neodvisnost in proti makedonski hegemoniji.